# Perilampus angustus
Perilampus angustus är en stekelart som beskrevs av Christian Gottfried Daniel Nees von Esenbeck 1834. Perilampus angustus ingår i släktet Perilampus och familjen gropglanssteklar.
Artens utbredningsområde är Tyskland. Inga underarter finns listade i Catalogue of Life.